# Эразмус, Иоганн-Фридрих
Иоганн-Фридрих Эразмус (нем. Erasmus Iohann Friedrich; 1720-е — 1777) — анатом, хирург, акушер Российской империи.

## Биография
Учился в Йенском и Страсбургском университетах. В 1747 году, после защиты диссертации «De partu difficili ex capite infantis praevio» получил учёную степень доктора медицины. В 1750 году был приглашен в Пернов, выдержал в Риге экзамен и получил аттестат, но в 1756 году в Петербурге вновь был подвергнут экзамену в медицинской коллегии и только тогда получил право практики в России. Однако из-за отсутствия вакансий ему пришлось вновь отправиться в Пернов. Тем не менее, в 1757 году был направлен медицинской коллегией в Москву для исполнения там должности городского акушера и устройства акушерской школы. В течение двадцати лет он занимался повивальным искусством при этой школе и за это время написал несколько сочинений по своему предмету.
Дополнительно, в августе 1764 года, он, по приглашению куратора В. Е. Ададурова, занял должность ординарного профессора кафедры анатомии и хирургии в Московском университете. В 1765 году он имел уже в Москве собственный дом, «на Большой Дмитровке, у Страстного монастыря, принадлежавший прежде князю Михаилу Ивановичу Долгорукову».
Будучи профессиональным анатомом, Эразмус особое внимание уделял анатомии, указывал на особую важность этой дисциплины для дальнейшего развития прочих отраслей медицины. Он выступал за практические занятия анатомией и по его инициативе был построен, открытый в 1765 году первый анатомический театр при университете; занимался закупкой необходимых хирургических инструментов, препаратов и книг для медицинской библиотеки. В январе 1769 года, по истечении контракта, он оставил медицинский факультет, уступив кафедру С. Г. Зыбелину.
Акушерской практикой при повивальной школе Эразмус продолжал заниматься вплоть до своей смерти от апоплексического удара 1 (12) июня 1777 года.

## Сочинения
Труды Эразмуса посвящены, в основном, анатомии (самый значительный из них — перевод и дополнение анатомических таблиц А. Шааршмидта «Tabulae anatomicae…»), а также акушерству — он был автором первого отечественного руководства по повивальному искусству.
- Наставление. Как каждому человеку вообще в рассуждении диеты, а особливо женщинам в беременности, в родах и после родов себя содержать надлежит: Для особливой пользы в деревне живущих госпож. / Сочиненное доктором Иоганном Фридрихом Эрасмусом. — М.: Печ. при Имп. Моск. ун-те, 1762; — 160 с.
- Слово <…> говоренное июня 30 дня 1765 года Иоганном Фридериком Эразмусом, медицины доктором, анатомии, хирургии и повивальнаго искусства публичным и ординарным профессором «О противностях анатомическаго учения увеселением и превеликою онаго пользою несравненно превышаемых»: Переведено с латинскаго. — М.: Печ. при Имп. Моск. ун-те, 1765. — 22 с.;
- Слово «О нынешнем состоянии врачебной науки в России, сравнивая оное с законом Иппократовым». — М., 1768.